# 奥日立きららの里
奥日立きららの里（おくひたちきららのさと）は、茨城県日立市にあるレジャー施設である。
1994年（平成6年）5月28日オープン。総面積48ha、最高部標高430m、最低部標高320m、標高差110m。設立者は日立市である。

## 園内施設

### ワクワクスライダー
全長1188m（滑走距離877m＋登坂距離311m）高低差66mのボブスレータイプとしては日本一のスライダーであり、人気である。
- 4歳以下の子供は乗れない。
- 4歳～小学2年生までは大人と2人乗りをする。
- 小学3年生以上は1人で乗れる。
- 大人1回券530円　大人3回券1,280円　子供1回券310円　子供3回券740円。

### きらら砦
子供向きのアスレチック施設。木製で、星(☆)の形をしている。

### ハーブ園
頂上にある温室と畑、四季の花が楽しめる施設。
ローズマリー、エキナセア、ラベンダー、オレガノ、メキシカンセージ、カモミール等、約130種のハーブがある。

### ドッグラン
ボランティアが手づくりした、犬を遊ばすことのできる施設。
大型犬・中型犬用1か所、小型犬用1か所、専用の水場がある。
初回のみ登録が必要。ドッグランの利用は無料。

### ふれあい牧場
ポニーに餌をあげることができる施設（自販機にて１００円）。
ポニー6頭、綿羊がいる。

### 里の館
売店と食堂がある。食堂では一般的なメニューの他に手ぶらでバーベキューを楽しむことができる（豚、ラム1410円、牛1920円）。
他には、万葉の石庭、モンゴル丘、スポーツ広場、ホタルの里等がある。

## 宿泊施設

### ケビン
園内には、ログハウス風や一戸建て風のケビンがある。タイプA、B、C、Dにわかれている。

#### タイプA
ログハウス風平屋建て。5棟。
- 基本料金：4名12810円～（1名増えるごとに2140円追加）最大7名まで可。休憩利用は3210円
- 部屋：キッチン付きダイニングルーム（8畳）、寝室、風呂トイレ洗面所。
- 各ケビンの名称
  - かびれ
  - たまだれ
  - ふうじん
  - こかい
  - いずみがもり

#### タイプB
ログハウス風で、寝室のみ階段5段分下がる立体構造。2棟。
- 基本料金：4名14950円～（1名増えるごとに2670円追加）最大8名まで可。休憩利用は3740円
- 部屋：キッチンルーム（6畳）、居間（8畳）、寝室、風呂トイレ洗面所。
- 各ケビンの名称
  - たかすず
  - かみね

#### タイプC
ログハウス風で、ケビンの中で一番大型なもの。1階・中2階・2階の3層構造となっている。1棟。Cタイプの「さくら」は東日本大震災の被害により解体となった。
- 基本料金：8名25640円～（1名増えるごとに2140円追加）最大14名まで可。休憩利用は6410円
- 部屋
  - 1階：キッチン付きダイニングルーム（10畳）、風呂洗面所。
  - 中2階：居間（12畳）、トイレ、玄関。
  - 2階：寝室（12畳）
- ケビンの名称
  - けやき

#### タイプD
タイプCよりは小さいが、一部バリアフリーとなっている。バリアフリータイプ2棟、一般タイプ5棟。このタイプのみ一戸建て風となっている。バリアフリータイプはキッチン付きダイニングルームと居間がフラットにつながっているが、一般タイプはキッチン付きダイニングルームから居間が階段5段分下がる立体構造。
- 基本料金：6名22430円～（1名増えるごとに2670円追加）最大10名まで可。休憩利用は5600円
- 部屋
  - 1階：キッチン付きダイニングルーム（11畳）、居間（9畳）、風呂トイレ洗面所。
  - 2階：寝室（6畳）
- ケビンの名称
  - すみれ（バリアフリー）
  - あじさい
  - あかしや
  - やまゆり
  - ききょう
  - こすもす（バリアフリー）
  - りんどう

### きらら館
頂上付近にあり休憩所・宿泊施設（研修室）・展望台を備える建物で、きららの里のシンボル的存在である。
きらら館研修室（きらら館内2階）畳12畳×2室の大広間。
- 基本定員：4名8550円～（1名増えるごとに2140円追加）最大20名まで可。午前休憩は1室1070円、午後休憩は1室1600円
  - 一間：10名以下
  - 二間：20名以下

### オートキャンプ場
全20サイト AC電源付のオートキャンプ場でキャンプができる。1泊2750円、DAY利用1380円

## 施設案内
- 営業時間： 3月16日～11月15日/9:00～17:00、11月16日～3月15日/9:00～16:00（入場は閉場の1時間前まで）
- お休み： 毎週月曜日（祝日の場合は翌日）、12月29日～1月3日。

※7月～8月は無休、春休み・夏休み期間、ゴールデンウィークは月曜日も開園
- 料金： 一般入場/大人（高校生以上64歳まで）320円、子ども（小中学生）100円（ケビンなどの宿泊施設代は除く） 
  - 宿泊者、小学生未満、65歳以上（自己申告）、身障者の方と介助者1名は入場料無料。
  - 30名以上の団体、JAF会員（会員証1枚に付き5名まで）は大人260円、子供80円。
- 駐車場：340台（無料）
- アクセス
  - 公共機関：JR常磐線日立駅から日立電鉄東河内行のバス約30分きららの里前下車
  - 自家用車：常磐自動車道日立中央ICから車約10分